# 灣裡 (臺南市)
灣裡，是臺灣臺南市南區的一個傳統地域名稱，位於該區西南端。北為喜樹，西臨臺灣海峽，東與仁德區隔著三爺宮溪(二仁溪的分支)、南與高雄市茄萣區隔著二仁溪:16。日治時期的灣裡庄，相較於今日行政區，範圍大致包括喜北里南半部、喜東里西南部邊界地帶、喜南里、省躬里、永寧里、興農里、松安里、同安里、佛壇里，以及高雄市茄萣區福德里北部邊界地帶。
當地主要信仰為灣裡萬年殿。此外，灣裡同時也是台南活動「鯤喜灣」的主辦地區之一。

## 地名由來
灣裡一名的由來，有一說是過去灣裡到喜樹之間的沙洲呈現東南往西北彎曲的形狀，該區域被稱為「喜樹仔灣」，而後從此名稱衍生出「灣裡」的地名:17。又有一說是該地過去有西拉雅族聚落「加禮灣社」（Kalioan），後來從此名稱演化出「灣裡」這個名稱:17。

## 歷史

### 清代
灣裡過去是臺灣府城南郊的小聚落。
灣裡古名七鯤鯓，為古時台江內海外七個鯤鯓小島中最南邊第七個小島。住民以杜，葉，林，黃，蘇五姓為大宗，是明清時期最早至灣裡拓荒屯墾定居之先民，亦有說法是鄭成功有戰功之兵勇離營派墾於此。
灣裡住民古時以捕魚，農耕為業，近代早年回收廢五金造成環境嚴重污染，後因法律禁止，數十年來環境已逐漸回復。
昔時，有一夜裡海上突鑼鼓喧天，金光閃耀，先民晨起視之，見有一王船停於灣裡，喜樹兩庄之間海灘，上奉有葉，朱，李三府千歲，兩庄先民建廟共祀之。後因兩庄紛爭執筊分祀，灣裡得王船建萬年殿，喜樹得金身建萬皇宮。（兩庄皆是神明的地理）   
灣裡代天府萬年殿建於清雍正七年(1729年)，距今已二百九十餘年，主祀葉，朱，李三府千歲，觀世音菩薩，三百年老王船公，後又於日治大正十三年(1924年)，於南鯤鯓代天府分祀李，池，吳，朱，范五府千歲，為灣裡大廟地方信仰中心。與台南保西宮葉，朱，李三府千歲係出同源，唯保西宮建廟較早，應是古時兩莊共祀時之老廟就已分祀之。屏東，台北皆有萬年殿分祀。

### 日治時期
日治時期1920年行政區劃改變，在臺南州新豐郡設立永寧（類似今日之「鄉」），灣裡為行政中心。1940年10月1日永寧廢庄，鞍子與灣裡兩大字併入臺南市，使臺南市範圍向南擴張至二層行溪，與高雄州相望。

### 戰後
戰後，灣裡劃入南區，但現在發展仍與市區有落差，是南區最南邊的小鎮。1960年代，灣裡一度為臺灣回收廢五金重鎮，但由於相關措施沒有完備，以致電鍍廢水直接排入二仁溪（二層行溪）中，造成溪中重金屬含量為世界之最，相關單位多年戳力進行整治取締工程，目前略有成效。
近年鯤喜灣濱海遊樂區以及台86線全線通車，改善市區與國道之間的交通、以及觀光資源。

## 設施景點
- 黃金海岸
- 臺南市立南寧高級中學
- 臺南市南區省躬國小
- 灣裡萬年殿
- 灣裡活動中心
- 灣裡人工濕地公園
- 興農公園
- 萬年公園
- 省躬里公園
- 華友聯歡喜公園
- 灣裡夜市
- 臺南市立馬術場

## 交通

### 公路
- 台17線 (濱南路)
- 台17甲線 (明興路)
- 台86線
- 永成路
- 灣裡路
- 興南街
- 同興路
- 萬年路

### 公共自行車
- 萬年公園 (19柱)
- 黃金海岸 (20柱)
- 南寧高中 (37柱)
- 萬年二萬年五 (20柱)

### 客運
- 大台南公車[2]

| 編號 | 路線                       | 營運單位 | 本區域車站                              | 備註                                                |
| ---- | -------------------------- | -------- | --------------------------------------- | --------------------------------------------------- |
| 1    | 台南車站－茄萣（成功橋）   | 府城客運 | 省躬國小 - 南萣橋北 歡喜公園 - 南寧高中 | - 部分班次繞駛南寧高中。 - 部分班次延駛崎漏電信局。 |
| 32   | 原住民文化會館－高鐵台南站 | 巨業交通 | 寮仔 - 同興                             |                                                     |

## 其他
灣裡一地相傳是個「船穴」，萬年殿一帶是船頭，船尾在佛祖壇仔，廟後厝仔一帶是前錨，而過去在佛祖壇仔西南有座小沙崙，據說是後錨:17。